# Ditrichophora pernigra
Ditrichophora pernigra är en tvåvingeart som först beskrevs av Becker 1924.  Ditrichophora pernigra ingår i släktet Ditrichophora och familjen vattenflugor.
Artens utbredningsområde är Taiwan. Inga underarter finns listade i Catalogue of Life.